# Barbarea sicula
L'Erba di Santa Barbara di Sicilia (Barbarea sicula C.Presl) è una pianta appartenente alla famiglia delle Brassicaceae.

## Descrizione

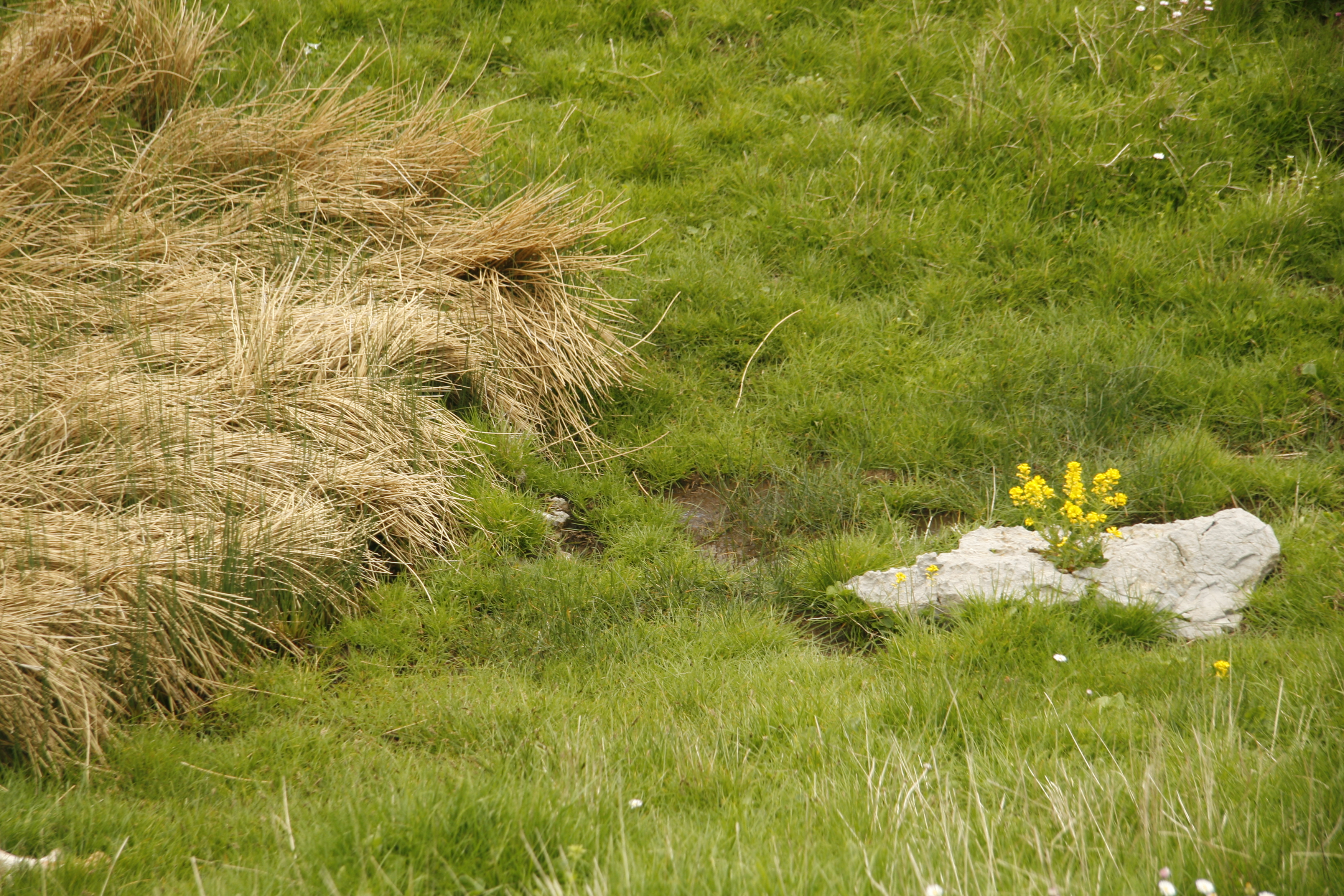
Erba di Santa Barbara di Sicilia nei pressi dell'inghiottitoio di Piano della Battaglietta (Madonie).

Pianta perenne erbacea, alta 3-6 dm, con fusto eretto, ramoso in alto.

### Foglie
Specie simile a Barbarea stricta. Le foglie cauline sono più brevi, con parecchie abbraccianti, le superiori formate quasi solo dal lobo terminale.

### Fiori
Fiori in racemi gialli con petali  di 6–7 mm e sepali  di 4 mm

### Frutti
I frutti sono silique di 0,7 x 15–25 mm, su peduncoli di 6–8 mm, eretto-patenti, arcuate così da risultare parallele all'asse.

### Biologia
Emicriptofita scaposa. Fiorisce tra maggio e giugno.

### Distribuzione e habitat
La specie è diffusa in Grecia, Sicilia e Calabria, e a Malta.

In Sicilia la specie è molto rara; sono note poche stazioni sui Monti Nebrodi e sulle Madonie. Predilige incolti umidi lungo i corsi d'acqua montani (1.000-1.700 s.l.m).